# Janine Mignolet
Pour les articles homonymes, voir Mignolet.
Janine Mignolet est une actrice québécoise née le 6 décembre 1928 à Montréal, province de Québec et décédée le 3 mai 1994 à Cowansville, province de Québec à l'âge de 65 ans.

## Biographie
Janine Mignolet, native de Montréal, est la fille d'Armand Mignolet et de Delise-Léonie Dognaux qui se sont mariés à Montréal en 1924. Le 18 septembre 1954, le jour de la Saint-Jean-Baptiste, Janine Mignolet épousa à Montréal George Delanoë. Mignolet passa la majeure partie de sa vie à Cowansville et ce jusqu'à ses derniers jours. Parallèlement, elle fit des déplacements entre Cowansville et Montréal pour son métier de comédienne tant au théâtre qu'à la télévision. On n'a qu'à se rappeler l'exubérante et rafraîchissante Rita Toulouse dans le roman télévisuel La Famille Plouffe écrit et scénarisé par Roger Lemelin et dont la réalisation fut confiée à Guy Beaulne, Jean Dumas et Jean-Paul Fugère.
En 1960, Janine Mignolet et son mari Georges Delanoë achètent quelques chevaux pour leur plaisir. Cette activité est avec le temps devenu pour eux une véritable passion. Une passion que la cavalière accomplie, charismatique et radieuse que fut Janine Mignolet communiqua aux membres du club hippique le « Homestead Riding Club » de Cowansville dont elle fut propriétaire avec son mari. C'est en ce lieu tant convivial que champêtre que de nombreux amoureux et amoureuses équestres firent leur premier apprentissage. Plus tard, Hans Renz un ancien entraîneur de l'équipe canadienne aux Jeux olympiques de Mexico de 1968 et personne de grande réputation dans le monde hippique vint se joindre au « Homestead Riding Club » pour y donner des leçons d'équitation. À noter que Roland Desourdy, un ami de longue date de Janine Mignolet, se joindra aussi à ce groupe équestre. Anne Delanoë, fille de Janine Mignolet (brevet officiel d'instructeur novice) participera aux activités hippiques de ses parents, et ce, tant comme instructrice que comme cavalière chevronnée. C'est à travers plusieurs épreuves d'obstacles qui furent créées par Janine et Anne que plusieurs cavaliers et cavalières passionnés purent démontrer leurs habilités équestres sur le terrain.

## Filmographie
- 1953 - 1959 : La Famille Plouffe (série télévisée) : Rita Toulouse
- 1956 : Tu enfanteras dans la joie
- 1958 : Le Courrier du roy (série télévisée) : Angélique
- 1962 - 1963 : Le Petit monde du père Gédéon (série télévisée) : Rita Toulouse
- 1963 - 1965 : Rue de l'anse (série télévisée) : Juliette
- 1963 - 1966 : De 9 à 5 - rôle inconnu
- 1965 - 1970 : Cré Basile (série télévisée) : Andrée Ducharme
- 1966 - 1967 : Minute, papillon! - rôle inconnu
- 1970 - 1977 : Symphorien (série télévisée) : Marie-Ange
- 1977 - 1979 : Faut le faire - rôle inconnu
- 1984 - 1989 : Épopée rock - Madame Dufour